# 埃爾莫爾鎮區 (明尼蘇達州法里博縣)
埃爾莫爾鎮區（英語：Elmore Township）是位於美國明尼蘇達州法里博縣的一個行政鎮區。

## 地方資料
埃爾莫爾鎮區的面積為90.96平方千米，當中陸地面積為90.72平方千米，而水域面積為0.24平方千米。根據2020年美國人口普查的數據，當地共有人口166人，而人口密度為每平方千米1.82人。